# San Emigdio
San Emigdio es un distrito del municipio de La Paz Centro en el departamento de La Paz, El Salvador. Según el censo oficial de 2024, tiene una población de 2.779 habitantes.

## Historia
En la segunda sesión de la Asamblea Nacional de la República de 1890 celebrada el 20 de febrero, el secretario Jesús Romero dio cuenta de la solicitud de varios vecinos de San Miguel Tepezontes, suscrita por Alejandro Chacón en nombre de don Telésforo González, sobre que la aldea de San Emigdio, junto con las aldeas de Concepción de Luz y San José de Costa Rica se erijan en pueblo con el nombre de 'algún ilustre patriota'; ésta pasó a la Comisión de Peticiones, compuesta de los diputados doctores Rubén Rivera de Sonsonate y José Isabel Guerra de La Unión, y bachiller Federico Penado de Usulután. En la siguiente sesión se dio cuenta del dictamen de la Comisión de Peticiones, fue discutido y aprobado, pasando a la Comisión de Gobernación, compuesta de los diputados doctores don Carlos M. Castro de La Libertad, don Ismael Tobías de Chalatenango y escribano público don Ramón Araujo de Usulután. El dictamen de la Comisión de Gobernación fe leída por primera vez en la quinta sesión en el 24 de febrero. Se dio segunda lectura del dictamen en la siguiente sesión en el 25 de febrero. Se dio tercera lectura al dictamen y se señaló para su discusión la sesión del 4 de marzo.
El dictamen fue aprobado en la duodécima sesión; la Asamblea Nacional, siendo presidente de la asamblea el diputado doctor Francisco Vaquero de San Salvador, emitió el Decreto Legislativo del 4 de marzo de 1890, formando el pueblo de San Emigdio con los valles de San Emigdio, Concepción de Luz y San José de Costa Rica; el decreto es sancionado por el presidente Francisco Menéndez en el 7 de marzo, siendo José Larreynaga el Secretario de Estado en el despacho de Gobernación.

### Historia reciente
En la mañana del 23 de diciembre de 2014, murió el alcalde Javier Antonio Pérez en un accidente eléctrico.
En la noche del 11 de junio de 2017, pandilleros asesinaron con machetes al padre de un agente de la Policía Nacional Civil en el Barrio El Centro; La PNC respondió con un operativo en el que detuvieron a ocho miembros de una estructura terrorista como posibles sospechosos.
Un carril de la carretera llamada Ruta Panorámica (RN3) que llega a San Emigdio de San Miguel Tepezontes fue bloqueada por una roca que se desprendió en la madrugada del 4 de julio de 2017, técnicos del FOVIAL tuvieron que dinamitarla para despejar la vía.

## Información general
El distrito tiene un área de 9,91 km², y la cabecera una altitud de 700 m s. n. m. Las fiestas patronales se celebran en el mes de agosto en honor a Emigdio de Áscoli.